# Stanisław Zaborowski (producent)
Stanisław Zaborowski (ur. 1987) – polski producent i kierownik produkcji filmowej. Jest członkiem Polskiej Akademii Filmowej, a także Europejskiej Akademii Filmowej. Współwłaściciel firmy Silver Frame.

## Życiorys
Stanisław Zaborowski jest absolwentem Wydziału Dziennikarstwa i Nauk Politycznych na Uniwersytecie Warszawskim w roku 2013 oraz Programu dla Kreatywnych Producentów w Szkole Wajdy w roku 2014. W latach 2007–2013 związany był z Telewizją Polską, TVN24 oraz Polskim Radiem. Był członkiem Chines Europien Partnership of Development. Ukończył e-learning kurs Digital Storytelling na University of Birmingham oraz The Business Of Film na Open University. Był przewodniczącym Sekcji Młodych Producentów w KIPA w latach 2019–2022. W 2019 został uhonorowany tytułem Emerging Producer na międzynarodowym festiwalu filmów dokumentalnych Ji.hlava. Jest wiceprezesem Zarządu Krajowej Izby Producentów Audiowizualnych. Jest absolwentem Akademii podczas Międzynarodowego Festiwalu Filmów Dokumentalnych w Amsterdamie (IDFA) i Match Me podczas Międzynarodowego Festiwalu Filmowego w Locarno oraz absolwentem KIPA Finanse Lab. Jest członkiem grupy roboczej ds. zielonej produkcji filmowej w Polsce. Od 2021 roku niezależny ekspert Eurimages przy Radzie Europy. Członek Europejskiej Akademii Filmowej.

## Życie prywatne
Syn artysty malarza Michała Zaborowskiego oraz wnuk gen. Stefana Bałuka powstańca warszawskiego, fotografika, cichociemnego.

## Filmografia
- 2022 – Czwartek reż. Bren Cukier (producent)
- 2021 – Escape to the silver Glob reż. Jakub Mikurda (producent)
- 2021 – Only the wind reż. Zofia Kowalewska (producent)
- 2020 – Les bourreaux de Staline – Katyn, 1940 reż. Cédrick Tourbe(inne języki) (koproducer)
- 2020 – We Have one Heart reż. Katarzyna Warzecha (producent wykonawczy)
- 2018 – Pisze do Ciebie, kochanie reż. Magdalena Szymków (producent)
- 2018 – Okupacja 1968 reż. Evdokia Moskvina, Linda Dombrovsky, Stephan Komandarev oraz Marie Elisa Scheidt, Magdalena Szymków (koproducer)
- 2017 – Pokój studentowi, tanio reż. Rafał Samusik (producent wykonawczy)
- 2016 – 60 kilo niczego reż. Piotr Domalewski (producent wykonawczy)

Źródła: FilmPolski.pl, IMDb.